# Festividad de la Virgen de la Guía (Portugalete)
La fiesta religiosa en honor a la Virgen de la Guía se celebra en Portugalete el 1 de julio.

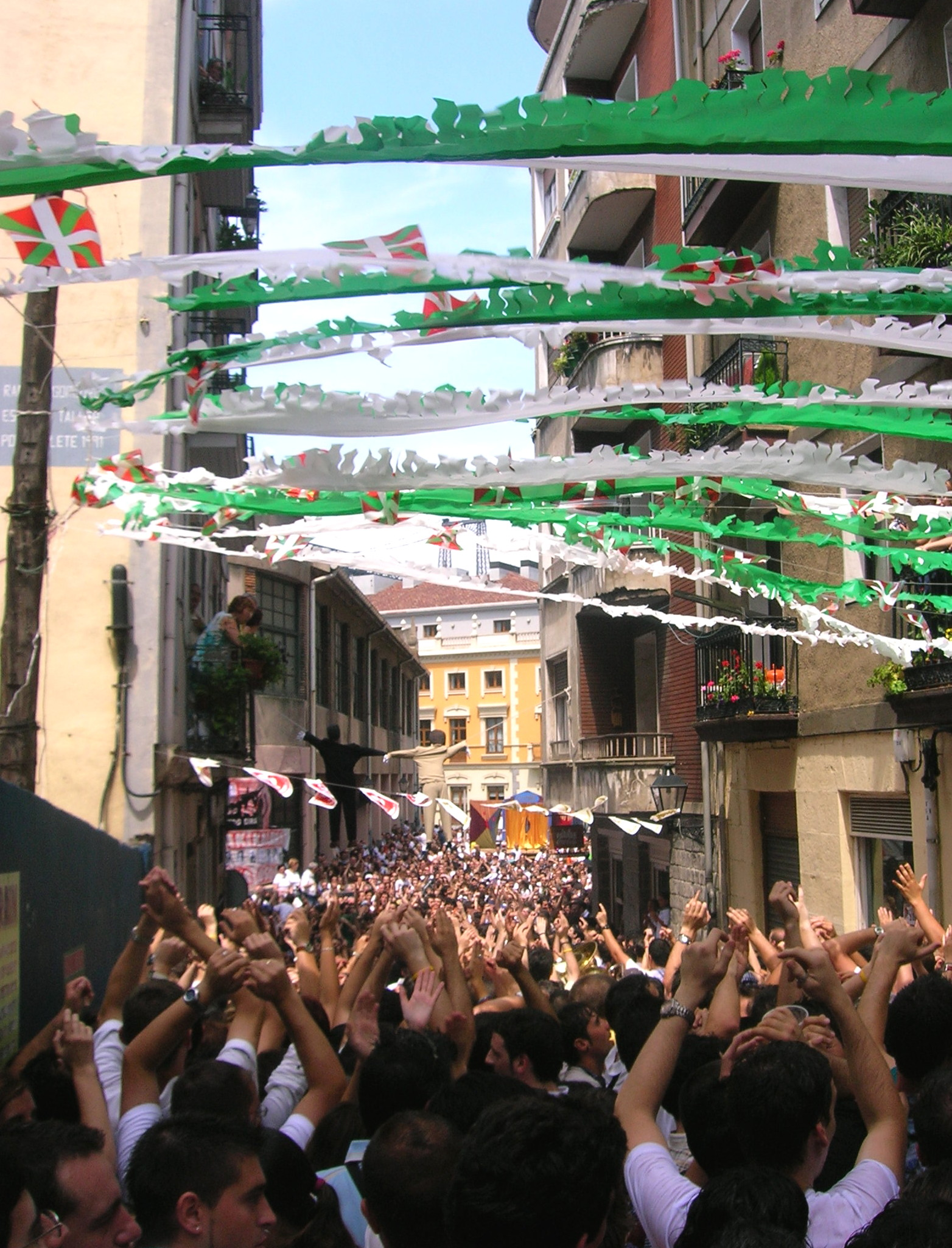
Bajada de 2006. Al final de la calle se ve al Dominguín, con traje negro, y a la Dominguina, con traje beige.

Es una fiesta muy entrañable y tradicional en Portugalete. La fiesta se celebra en el Casco Viejo de la localidad y de manera principal en la calle Coscojales (la talla de la Virgen está en dicha calle, en una hornacina situada en la pared del mercado de abastos).

## Actos tradicionales
Organizados por Berriztasuna Taldea, comienzan a primeras horas de la mañana con el izado de los dominguines (dos muñecos de trapo colgados de una cuerda atada a 2 balcones de dicha calle). En esta misma mañana la Virgen recibe una ofrenda floral y con cuidado es bajada de su hornacina para ser llevada en procesión marítima por la ría del Ibaizábal-Nervión (ría de Bilbao).

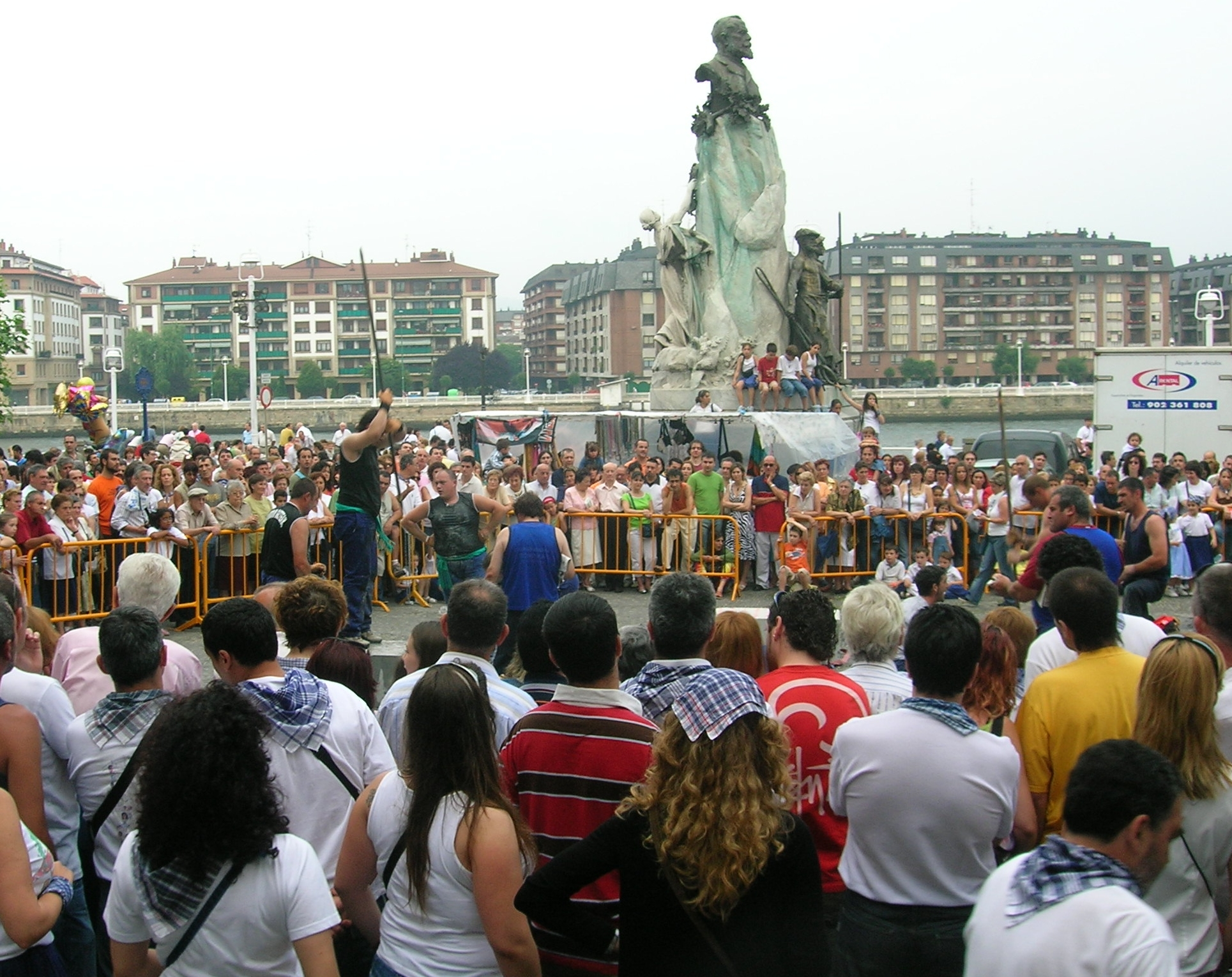
Competición de barrenadores

Durante todo el día bandas de txistularis, trikitixas, fanfarrias y cabezudos desfilan por las calles. La banda municipal de música toca bailables y canciones. Se celebran además juegos, concursos y bailes.
A las 12 de la noche la Gran Bajada de la Guía parte por la calle Coscojales acompañada por la banda municipal de música. La fiesta concluye a altas horas de la madrugada con el tradicional txupin.

## Extracto de la página web
"Para todo portugalujo existe una fecha alojada en lo más profundo de su corazón que es esperada de una forma especial por inenarrables emociones. Desde 1974 esta Sociedad tiene el HONOR de organizar todos 1 de Julio la FESTIVIDAD de la VIRGEN de la GUÍA, en la calle Coscojales, fiesta que es muy entrañable en la Villa, y que con no pocos esfuerzos se sigue trabajando para mantener los actos puramente tradicionales que desde niños hemos conocido, y poco a poco ir incorporando otros nuevos, enfrentándonos valientemente a esos retos ampliando para ello nuevos escenarios, realzando el programa con interesantes iniciativas que han llevado el espíritu de la Fiesta alojada en esa querida calle del casco viejo a todos los rincones de nuestra Villa para poder dar a los portugalujos la fiesta tan esperada que se merecen. Así desde el año 2003 se emprendió una nueva singladura al organizar el Primer Concurso de Barrenadores frente al ayuntamiento entre dos equipos de la zona minera, cita que ha quedado como puntuable dentro del calendario del Campeonato de Euskadi. En el año 2004 se celebró el Primer Concurso de Marmitako que se realizó en la plaza de la Rantxería. Y para el que viene ya tenemos preparado en la manga otro proyecto para compartir con todos vosotros. En 2015 se celebró la Primera Milla solidaria contra el cáncer infantil." y se puso en marcha una emisora de radio "Berriz FM", que se realizó para que todos aquellos que no podrían asistir a la fiesta, la seguirían desde cualquier parte del mundo. 